# 나방
나방은 나비목 곤충 중에 나비를 제외한 나머지를 두루 일컫는 말이다. 나비보다 더 통통하고 쉴 때는 수평으로 날개를 편다. 대개 밤에 활동하고 식물의 잎·줄기를 갉아 먹으며 고치를 만들고 완전 변태를 한다.
크기는 종류에 따라 차가 심하여 날개를 편 길이가 4mm 정도인 것부터 140mm에 이르는 것까지 매우 다양하다.

## 특징
- 몸의 구조는 기본적으로는 나비와 같은데, 두 쌍의 막질의 날개가 있으며, 몸의 부속기관의 일부가 비늘가루로 덮여 있고, 큰턱은 거의 퇴화되었거나 소실되었으며, 입틀은 작은턱이 양쪽에서 합쳐져 긴 흡관(吸管)을 이루고 있다. 그러나, 더듬이는 실 또는 채찍 모양으로 끝 쪽이 가늘어지거나 깃과 빗살 모양으로 가지쳐져 있어 끝이 부풀어 있는 나비와는 모양이 다르다. 또한, 몸이 굵고 몸에 비해 날개가 작으며 뒷날개에 앞날개와 연결하는 날개가시가 있다.[1]

## 생태
- 나방은 해질 무렵이나 밤에 활동하며, 꽃꿀·과즙·나무즙액·이슬 등의 액을 빨아먹고 산다. 낮에는 나무의 줄기나 구멍 나무껍질 밑·잎 뒤·바위 틈 등에 숨어 있다. 나방의 앞날개는 눈에 띄지 않는 회색이나 갈색 등이며 장소와 비슷한 빛깔이나 얼룩무늬의 보호색을 가지는 것도 있다.[2]

- 밤에는 불빛에 모여드는데, 빛에 대하여는 자극을 받는 각도를 유지하면서 날므로, 나선형으로 빛에 가까워져 등불의 주위를 돈다.[2]

## 한살이
나방은 알·유충·번데기 성충의 네 단계의 발생 과정을 거친다.
알
알은 여름 또는 가을에 하나씩 낳거나 덩어리로 낳는데, 몇 개에서 18,000개 이상 낳는 것도 있다.
애벌레
알에서 깬 유충의 몸은 14마디로 구성되어 있으며, 앞쪽에 세 쌍의 다리가 있다. 또, 대부분 몸 뒤쪽에 다섯 쌍의 배다리가 있다. 색깔이 다양하며 가시 또는 강모가 있다. 씹는 입을 갖고 있어 식물의 잎·목재·다른 곤충의 유충·털 등을 먹고 자란다. 유충은 어떤 자극을 받으면 실을 토하여 공중에 매달린다. 유충은 몇 차례 탈피하여 성장하며 노숙함에 따라 굵고 짧아지며 동작도 둔해진다.
번데기
유충이 전용으로 얼마 후 탈피하여 번데기가 된다. 이 때 알몸으로 있는 것도 있으나 대부분은 땅 속에 방을 만들거나 고치를 만들어 그 속에서 번데기가 된다. 고치는 유충의 실샘에서 실을 토하여 만드는데 유충의 털·잎 조각 등을 엮어 만든다.
탈피
번데기의 피하에서 성충체가 만들어지며 얼마 후 흉배부(胸背部)가 갈라져 성충이 나타난다. 탈피는 전흉선(前胸腺) 호르몬에 의하여 일어나며, 알라타체 호르몬은 유충 상태를 이어가게 하는 작용을 한다. 유충기의 말기에서 번데기의 중기까지 분비를 멈추게 하여 용화(蛹化)·우화(羽化)가 일어난다.
동면
번데기의 동면은 뇌의 호르몬의 자극에 의하여 흉선 호르몬이 분비되기 시작함으로써 발육이 재개되어 깨어난다.

### 나방과 사람
나방의 유충은 여러 가지 식물을 먹으므로 해충이 많으나 유용한 것도 있다.
익충
누에가 만드는 고치는 비단의 원료가 되며, 현재는 잘 쓰이지 않지만 누에나방 등의 실샘에서 얻은 텍스사(絲)는 낚싯줄로 쓰였다. 남아메리카의 일부 원주민은 나방의 유충·번데기·성충을 식용으로 했다. 또 은무늬줄명나방은 등검은말벌의 천적 중의 하나이다.
해충
벼의 큰 해충인 이화명나방을 비롯하여 명나방(조·옥수수 등), 밤나방(대부분의 채소), 각종 잎말이나방, 멸강나방, 하늘나방(벚나무·복숭아나무·사과나무·배나무 등), 매미나방·텐트나방(대부분의 수목) 등 많은 종류의 농림 및 원예의 해충이 있으며, 가로수·정원수를 해쳐서 화제가 된 미국흰불나방도 있다. 또, 고치 속에 떨어진 유충의 독모(毒毛)를 몸에 붙이고 날아와 인체에 알레르기와 각막염, 피부병을 일으키는 매미나방과 그 유충, 몸에 나 있는 털의 독침으로 사람을 쏘는 쐐기나방의 유충은 직접적인 위생해충이다. 그 밖에 소나무를 해치는 솔나방과 그 유충인 송충이, 옷감의 해충인 옷좀나방, 저장한 곡식을 먹는 화랑곡나방 등이 있다.겨울에 나무둘레에 볏짚을 두른 모습을 볼 수 있는데, 나무를 해치는 나방 애벌레가 겨울을 나기 위해 볏짚에 모이기 때문이다. 봄이 되면 나방 애벌레를 볏짚과 함께 불태워서 나무를 해치는 원예해충을 없앤다.

## 천적
- 나방은 천적이 많은데, 기생벌 중에는 유충의 몸 위나 몸 속에 알을 낳아 이 벌의 유충이 나방 유충의 체액을 빨아먹는 경우가 있다. 실제 내셔널 지오그래피에서 불나방 애벌레의 몸에 기생파리가 알을 낳아서 기생당하자, 불나방 애벌레가 통증을 덜어주는 식물을 먹는 모습을 보도했다. 또 거미, 소쩍새, 개구리, 두꺼비,  밀잠자리, 박쥐, 솔부엉이, 사마귀, 파리매 등이 성충 나방을 잡아먹는다.[3]

- 나방은 성충과 유충 모두 천적을 갖고 있다. 애벌레의 천적으로는 구멍벌과의 나나니벌, 감탕벌, 호리병벌, 쌍살벌, 맵시벌 등의 사냥벌이나 기생벌, 기생파리나 박각시고치벌, 좀벌 등이 있다. 나나니벌과 감탕벌은 애벌레를 마취시켜서 땅을 파거나 진흙을 이겨서 만든 집에 넣은 뒤 알을 낳으며, 알에서 깨어난 벌의 애벌레는 마취가 되어 아직 살아 있는 나방애벌레의 체액을 먹고 자란다. 말벌과에 속하는 호리병벌도 나방애벌레를 마취시켜서 호리병 모양의 진흙집에 넣은 뒤 알을 낳는데, 부화한 애벌레는 나방애벌레의 체액을 먹으면서 자라다가 번데기를 거쳐서 어른벌레가 된다. 기생파리와 박각시고치벌은 나방애벌레의 몸에 알을 낳는 기생곤충들로서, 알에서 깨어난 애벌레는 숙주의 몸을 먹고 자란다. 자세한 이야기는 장 앙리 파브르가 쓴 곤충기(곤충학자이신 김진일 성신여자대학교 생물학과 교수가 완역하여 현암사에서 펴냄)이 중 박각시고치벌의 애벌레는 숙주인 박각시나방의 애벌레에 기생하여 자라다가 고치를 만들어 어른벌레가 된다. 쌍살벌은 나방이나 나비애벌레를 짓이겨서 애벌레의 먹이로 사용한다. 성충의 천적으로는 곤충을 먹는 소쩍새, 거미, 박쥐, 솔부엉이, 사마귀, 파리매, 개구리 등이 있다.

- 천적에 대한 방어로서 나방은 자연과 닮은 몸 색깔을 지니거나 몸에 독을 지닌다. 일반적으로 독이 있는 나방은 색깔이 선명하다.[3]

## 같이 보기
- 나비와 나방의 구분
- 화랑곡나방
- 나비
- 나방파리
- 매미나방